# Pleuronota sakaii
Pleuronota sakaii är en skalbaggsart som beskrevs av Franz Antoine 2000. Pleuronota sakaii ingår i släktet Pleuronota och familjen Cetoniidae. Inga underarter finns listade i Catalogue of Life.